# Первое правительство Борн
Правительство Борн — сорок третье правительство Франции периода Пятой республики, сформированное 20 мая 2022 года под председательством Элизабет Борн, которая была назначена премьер-министром 16 мая 2022 года. Прекратило существование 4 июля 2022 года.

## История
24 апреля 2022 года президент Эмманюэль Макрон победил во втором туре своих вторых выборов.
16 мая 2022 года премьер-министр Жан Кастекс ушёл в отставку, и Макрон назначил главой правительства Элизабет Борн.
20 мая 2022 года был сформирован новый кабинет.
4 июля 2022 года по итогам парламентских выборов было сформировано второе правительство Борн.

## Состав правительства
- Премьер-министр — Элизабет Борн;
  - Министр-делегат по связям с парламентом и демократическим устоям — Оливье Веран
  - Министр-делегат равноправия между женщинами и мужчинами, разнообразия и равенства возможностей — Изабель Лонви-Ром[фр.]
  - Государственный секретарь, официальный представитель правительства — Оливия Грегуар
  - Государственный секретарь по делам моря — Жюстин Бенин[фр.]
  - Государственный секретарь по делам детства — Шарлотта Кобель[фр.]
- Министр европейских и иностранных дел — Катрин Колонна;
  - Министр-делегат внешней торговли и привлекательности Франции — Франк Ристер
  - Министр-делегат по европейским делам — Клеман Бон
  - Государственный секретарь по делам развития, франкофонии и международного партнёрства — Хрисула Захаропулу
- Министр экологических преобразований и развития территорий — Амели де Моншален;
  - Министр-делегат местного самоуправления — Кристоф Бешю
- Министр национального просвещения и по делам молодёжи — Пап Ндьяй;
- Министр экономики, финансов, промышленного и цифрового суверенитета — Брюно Ле Мэр;
  - Министр-делегат общественных счетов — Габриэль Атталь
- Министр Вооружённых сил — Себастьян Лекорню;
- Министр внутренних дел — Жеральд Дарманен;
  - Министр-делегат местного самоуправления — Кристоф Бешю
- Министр труда, полной занятости и интеграции[фр.] — Оливье Дюссо;
- Министр солидарности, автономности пожилых граждан и по делам лиц с ограниченными возможностями — Дамьен Абад;
- Хранитель печатей, министр юстиции — Эрик Дюпон-Моретти
- Министр культуры — Рима Абдул-Малак;
- Министр заморских территорий — Элизабет Борн (и. о. с 25 июня 2022), Яэль Браун-Пиве (до 25 июня 2022);
- Министр здравоохранения и профилактики[фр.] — Брижитт Бургиньон;
- Министр высшего образования и научных исследований — Сильви Ретайо;
- Министр сельского хозяйства и продовольственного суверенитета — Марк Фено;
- Министр реорганизации и государственной службы[фр.] — Станислас Герини;
- Министр преобразования энергетики — Аньес Панье-Рюнаше;
- Министр спорта, Олимпийских и Паралимпийских игр[фр.] — Амели Удеа-Кастера.